# Irányított rakéta

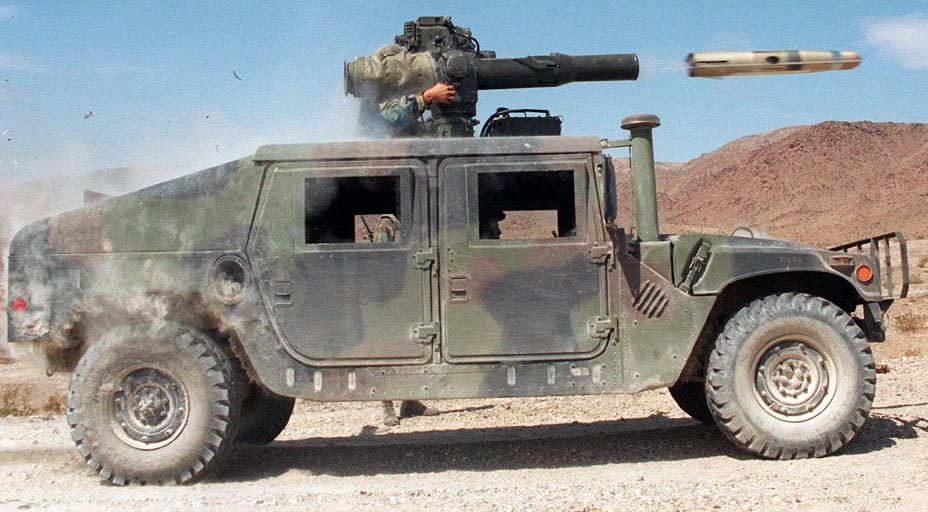
BGM–71 TOW irányított páncéltörő rakéta indítása HMMWV járműről

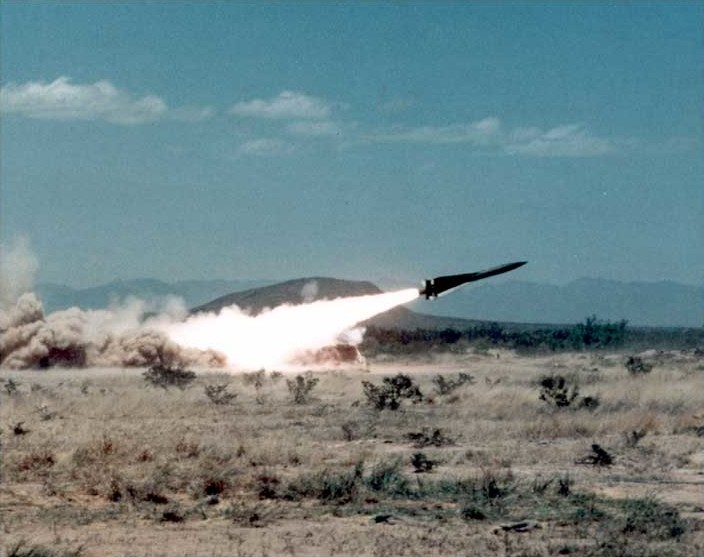
MIM–23 Hawk légvédelmi rakéta indítása

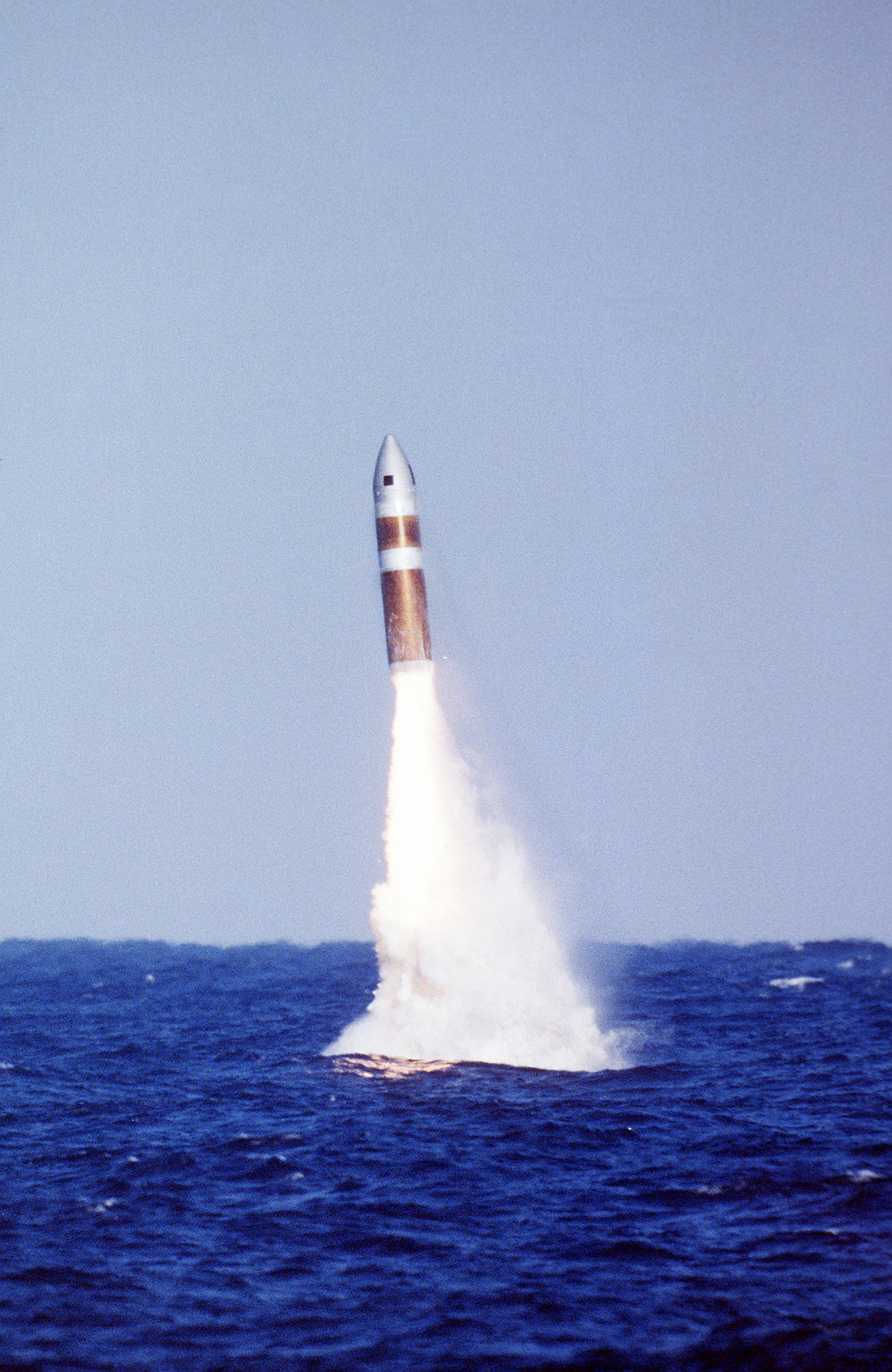
UGM–73A Poseidon C–3 tengeralattjáró-fedélzeti ballisztikus rakéta indítása

Az irányított rakéta olyan katonai rakéta, melyet röppályája egy részén vagy egészén irányítanak, ezzel segítve elő a cél pontos eltalálását. Az első irányított rakétákat a második világháborúban fejlesztették ki, ekkor megjelent a napjainkban alkalmazott kategóriák nagy része. Az irányított rakéták fontosabb fajtái:
- Ballisztikus rakéta:

Nagy kiterjedésű, mozdulatlan szárazföldi célok nagy távolságból történő megsemmisítésére használják. A tüzérségi ballisztikus rakéták hatótávolsága 100 km alatti, a közép-hatótávolságú ballisztikus rakétáké pár száz km, az interkontinentális ballisztikus rakéták hatótávolsága meghaladhatja a 10 000 kilométert. Ezen rakétákat szárazföldről vagy tengeralattjáróról indíthatják.
- Irányított páncéltörő rakéta:

A páncéltörő rakéták elsősorban a harckocsik és más páncélozott harcjárművek elleni harcra szolgálnak. A második világháborúban kezdték meg a nem irányított páncéltörő rakéták tömeges gyártását. Az 1950-es években jelentek meg az első irányított páncéltörő rakéták, ezek az olcsó fegyverek az 1960-as években tömegesen elterjedtek. A jom kippuri háborúban döntő szerepük volt abban, hogy a háborúban részt vevő harckocsik 75%-át kilőtték. Napjainkban a harckocsikat kiegészítő páncélzattal védik az ilyen rakéták ellen. Hatótávolságuk jellemzően néhány ezer méter, tömegük néhány kilogramm és 100 kg között van, indíthatók állványról, harcjárműről, helikopterről.
- Légvédelmi rakéta:

A szárazföldi csapatok által a repülőeszközök ellen használt fegyverfajta. A második világháborús német kísérletek után a hidegháborúban a nehézbombázók ellen tömegesen állították őket hadrendbe. A legkisebb légvédelmi rakéták a kézi légvédelmi rakéták, ezek néhány kilogramm tömegűek, hatótávolságuk pár kilométer. A közép-hatótávolságú légvédelmi rakétákat, melyek hatótávolsága néhány tíz km, páncélozott járművekre telepítik. A nagy hatótávolságú légvédelmi rakéták száz kilométer feletti hatótávolsággal bírnak, ezek jellemzően fix telepítésűek (de áttelepíthetőek, ezért konténerekben, vagy trélereken helyezik el őket). Ilyen rakétákkal lehetőség van ballisztikus rakéták lelövésére is, azaz ellenrakétaként is használhatóak.
- Ellenrakéta:

Ballisztikus rakéták ellen használt nagy teljesítményű és méretű légvédelmi rakéta. Fix telepítésű, a régebbi típusok a biztos találat érdekében atomtöltettel rendelkeztek, egyes korszerű típusokon viszont már nincsen hagyományos robbanótöltet, a pusztítást ehelyett a közvetlen találat és a 10 Mach feletti sebességkülönbséggel végrehajtott ütközés végzi el.
- Műholdromboló rakéta:

Műholdak megsemmisítésére szánt rakéta, melynek rendszeresítését a világűr békés felhasználását szabályozó nemzetközi egyezmények tiltják, ennek ellenére mind az egykori Szovjetunió, mind pedig az Amerikai Egyesült Államok kifejlesztett ilyen eszközöket.
- Rakétatorpedó:

Tengeralattjárók ellen használt fegyverfajta, melynél egy rakéta a merülésben lévő tengeralattjáró közelében egy torpedót dob a tengerbe, amely a tengeralattjárót megsemmisíti. Hajók vagy tengeralattjárók hordozzák.
- Hajók elleni rakéta:

A hajók elleni fegyverek az esetek többségében robotrepülőgépek, de léteznek rakétahajtású fegyverek is. Indíthatóak a szárazföldről, hadihajóról, tengeralattjáróról, repülőgépről és helikopterről is. Hatótávolságuk néhány kilométer és néhány tíz kilométer közötti, az ennél nagyobb távolságról indítható fegyverek már a robotrepülőgépek közé tartoznak.
- Levegő-föld rakéta:

A repülőgépek fedélzeti fegyvere, az első típusokat a második világháborús Németországban fejlesztették ki. Számos irányítási elven működhet, hatótávolsága jellemzően néhány tíz km, tömege pár száz kilogramm. Speciális változata a lokátorromboló rakéta: nagyon nagy sebességű rakétafegyver, mely a megsemmisítendő rádiólokátor elektromágneses impulzusait követve vezeti magát a célra.
- Légiharc-rakéta:

Légi harc megvívására szolgáló rakétafegyver, szinte mindig szilárd hajtóanyagú, 100-300 kilogramm tömegű.